# Pablo Santos (tennista)
Pablo Santos (Granada, 15 giugno 1984) è un tennista spagnolo.
Ha vinto 3 titoli dell'ATP Challenger Tour, tutti in doppio.